# Koningscheeta

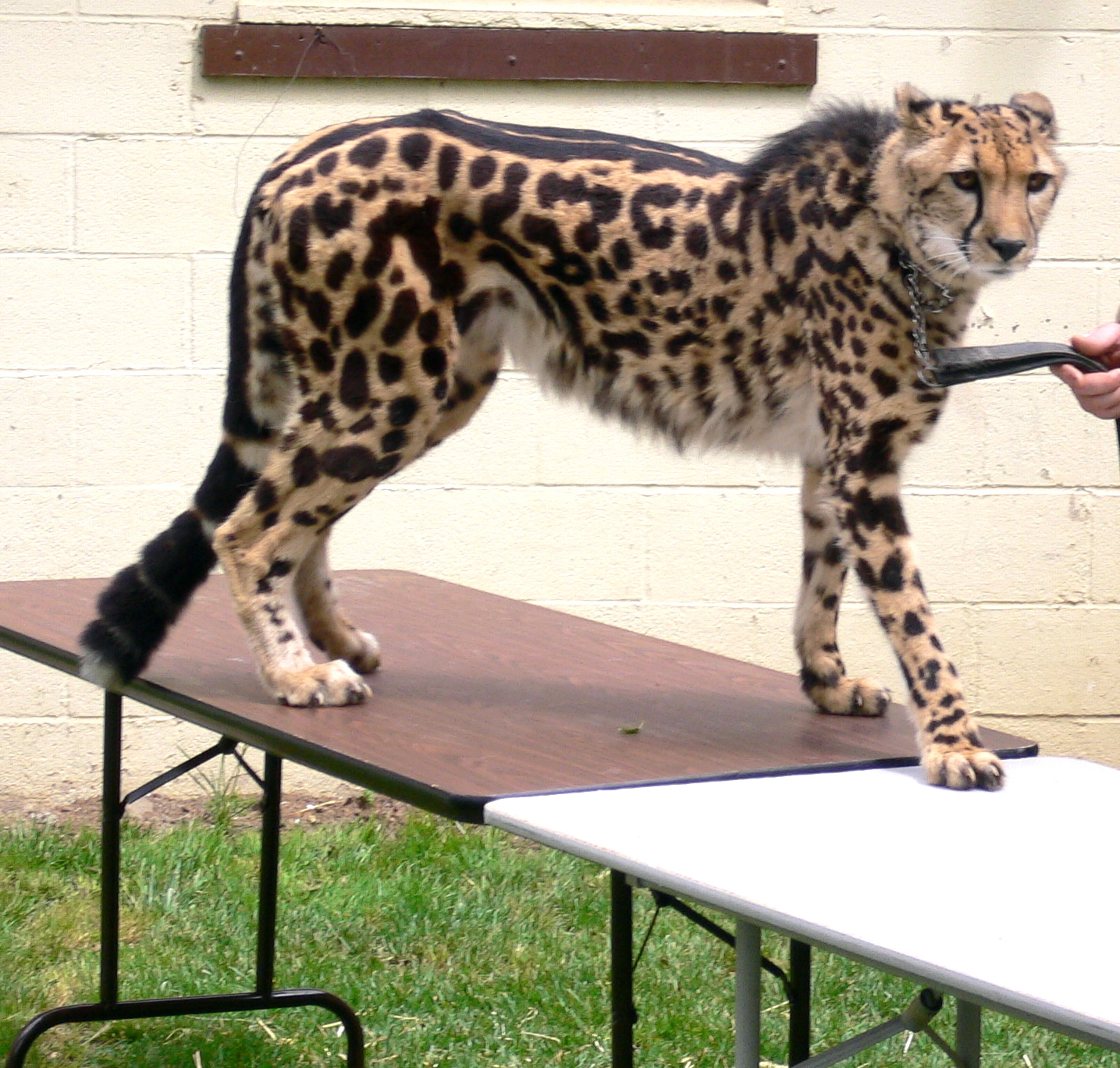
Koningscheeta (Ancinonyx jubatus rex)

De koningscheeta is een zeldzame variant van de jachtluipaard (Acinonyx jubatus). Er zijn er maar weinig van over de hele wereld en het verschil met de gewone cheeta zit hem in een genetische afwijking, waardoor er (soms) een zwarte streep over zijn rug loopt en de vlekken veel groter zijn dan bij de gewone cheeta, waardoor veel vlekken met elkaar in verbinding staan. Koningscheeta's worden meestal gevonden in Zuidcentraal-Afrika.
Vroeger dacht men dat deze cheeta's tot een zeldzame ondersoort behoorden en daarom heeft hij toen een eigen naam gekregen en een wetenschappelijke naam, Acinonyx jubatus rex. In feite is het echter een gewone cheeta. Een "normaal" gevlekte cheeta kan ook een nestje krijgen met één of meerdere koningscheeta's.